# Álvaro Mutis

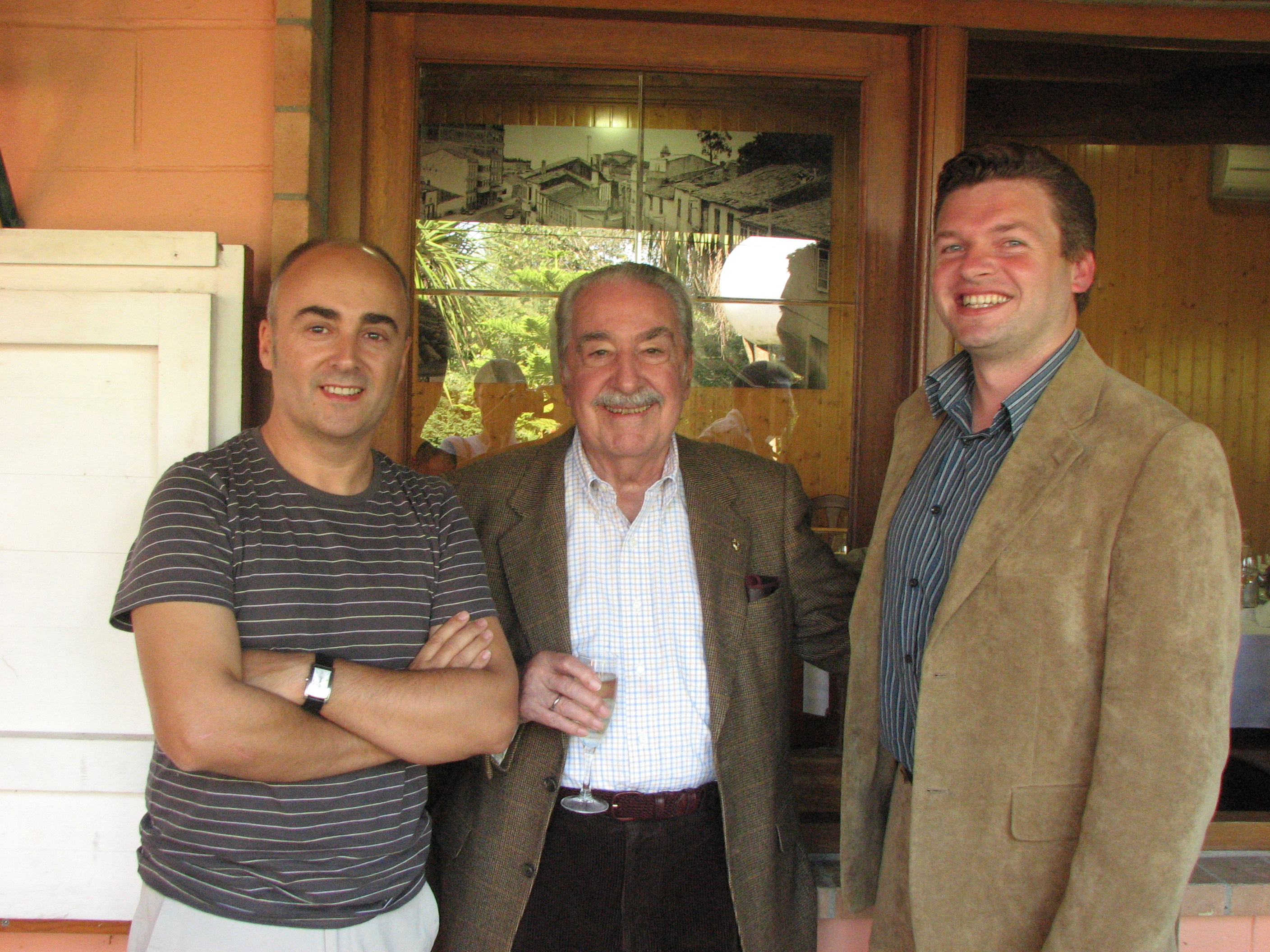
Álvaro Mutis, 2008

Álvaro Mutis Jaramillo (* 25. August 1923 in Bogotá; † 22. September 2013 in Mexiko-Stadt) war ein kolumbianischer Schriftsteller.

## Leben
Einen Teil seiner Kindheit verlebte der Diplomatensohn Mutis in Brüssel. Seit 1956 lebte er in Mexiko-Stadt. Mutis verfasste seit den 1940er Jahren Gedichte und seit den 1960er Jahren Romane. In großen Teilen seines Werkes taucht immer wieder die Figur des Seefahrers Maqroll der Gaviero (der Marsgast) auf, erstmals in dem 1953 veröffentlichten Gedicht Los elementos del desastre (Die Elemente des Unglücks). Später entstanden insgesamt sieben Romane um die Figur. Die ersten fünf Bände erschienen auf Deutsch 1989 bis 1995 im Elster-Verlag bzw. im Suhrkamp Verlag, die letzten beiden erst in der deutschen Gesamtausgabe in einem Band: Die Abenteuer und Irrfahrten des Gaviero Maqroll. Der letzte Band nimmt die realen Personen Alejandro Obregón und auch Gabriel Garcia Márquez in die Handlung auf.

## Auszeichnungen (Auswahl)
- 1988: Ehrendoktorwürde der Universidad del Valle, Kolumbien
- 1988: Komtur des Ordens vom Aztekischen Adler, Mexiko[2]
- 1989: Ritter des Ordre des Arts et des Lettres
- 1989: Träger des Prix Médicis étranger
- 1996: Großkreuz des Ordens Alfons X. des Weisen
- 1997: Prinz-von-Asturien-Preis
- 2001: Cervantespreis
- 2002: Neustadt International Prize for Literature

## Werke (Auswahl)
- Der Schnee des Admirals. (La nieve del almirante, 1986)
- Ilona kommt mit dem Regen. (Ilona llega con la lluvia, 1988)
- Ein schönes Sterben. (Un bel morir, 1989)
- Die letzte Fahrt des Tramp Steamer. (La última escala del Tramp Steamer, 1989), deutsch von Peter Schwaar
- Das Gold von Amirbar. (Amirbar, 1990), deutsch von Peter Schwaar
- Abdul Bashur und die Schiffe seiner Träume. (Abdul Bashur, soñador de navíos, 1991)
- Triptychon von Wasser und Land. (Tríptico de mar y tierra, 1993)